# قورباغه درختی چشم‌نارنجی
قورباغه درختی چشم‌نارنجی (نام علمی: Litoria chloris) قورباغه‌ای درختی است که در سرده قورباغه‌های درختی اقیانوسیه قرار دارد. زیستگاه این دوزیست شرق استرالیا از شمال سیدنی تا پراسرپاین شمال-میانه کوئینزلند می‌باشد. برخی مردم استرالیا از این قورباغه به عنوان حیوان خانگی نگهداری می‌کنند.